# Коломієць Трохим Калинович
Коломієць Трохим Калинович (28 вересня 1894, Єлизаветград, — 4 квітня 1971, Волгоград) — радянський воєначальник, генерал-лейтенант (1943).

## Життєпис
Трохим Калинович Коломієць народився 28 вересня 1894 року в Єлисаветграді (нині Кропивницький). Освіта початкова. Працював в Єлисаветграді литейщиком на заводі сільськогосподарських машин Булгарта, з 1913 року на заводі Краузе, а у 1914 році перейшов на завод Клочко.
Під час Першої світової війни був призваний до Російської імператорської армії в серпні 1915 року. Служив у 31-му запасному батальйону в Сімферополі, потім у 42-му піхотному Якутському полку 11-ї піхотної дивізії. Брав участь у Першій світовій війні. З червня 1916 роки воював в 657-му Прутському піхотному полку 165-ї піхотної дивізії на Південно-Західному фронті. Дослужився на фронті до унтерофіцера. У 1917 році служив на посаді командира взводу.
Після Лютневої революції брав активну участь у революційних подіях на фронті, був обраний до складу ротного і полкового солдатських комітетів. Після Жовтневої революції вступив до загону Червоної Гвардії 8-ї армії, став там начальником кулеметної команди.
У 1918 році Трохим Коломієць вступив до лав Червоної армії. Брав участь у Громадянській війні. З початку 1918 року був командиром взводу і помічником командира особливого загону при штабі 45-ї стрілецької дивізії в 12-й армії, воював на Південному фронті. З жовтня 1919 року — комісар 400-го стрілецького полку 14-й армії. Воював з військами Директорії УНР під командуванням Симона Петлюри, а також з білогвардійцями Антона Денікіна, в 1920 році — проти польсько-українських військ, в 1921 році — проти загонів Нестора Махна. За особисту хоробрість нагороджений орденом Червоного Прапора.
Після війни продовжував служити комісаром 33-го і 135-го стрілецьких полків 45-ї стрілецької дивізії. У 1924 році навчався в повторній школі старшого командирського складу в Харкові, яку не закінчив через те, що школу розформували. Коломієць повернувся на колишню посаду. З лютого по грудень 1926 року обіймав посаду командира-комісара 134-го стрілецького полку в тій же 45-ї стрілецької дивізії Українського військового округу.
У 1927 році закінчив Стрілково-тактичні курси удосконалення комскладу РККА «Постріл» імені Комінтерну. З серпня 1927 року — командир-комісар 299-го стрілецького полку 100-ї стрілецької дивізії Українського військового округу, з травня 1929 по листопад 1932 років — командир-комісар 19-го стрілецького полку 7-ї стрілецької дивізії Українського військового округу.
У 1934 році Трохим Коломієць закінчив Військову академію РСЧА імені М. В. Фрунзе. У листопаді 1934 року був призначений помічником командира 7-ї стрілецької дивізії Українського ВО. З вересня 1937 року командував 46-ю стрілецькою дивізією Київського військового округу. З листопада 1939 року командував 32-м стрілецьким корпусом (16-та армія Забайкальського військового округу).
З початком німецько-радянської війни корпус був перекинутий на Західний фронт, де брав участь в Смоленській битві. У серпні 1941 року Трохим Коломієць було знято з посади та направлено на навчання до особливої групи при Академії Генерального штабу РСЧА.
У жовтні 1941 року він знову був направлений на фронт і призначений начальником тилу Приморської армії. Добре проявив себе при обороні Одеси.
А з 5 жовтня 1941 року по 30 липня 1942 року командував 25-ю стрілецькою дивізією. Дивізія під командуванням Трохима Коломійця беззмінно боролася в ході оборони Севастополя, будучи основою його північно-східного сектора оборони в районі Мекензієвих гір. Одночасно Т. К. Коломієць був комендантом 3-го сектора оборони Севастополя. В останні дні оборони міста був легко поранений, а 1 липня 1942 року був евакуйований з Севастополя літаком. До кінця липня його дивізія була розформована, оскільки практично вся загинула в Севастополі.
29 липня 1942 року Коломієць був призначений на посаду командувача 51-ю армією Північно-Кавказького фронту, з 1 серпня — на Сталінградському фронті. 7 жовтня 1942 року знижений до заступника командувача цією армією. На чолі армії брав участь в оборонному етапі Сталінградської битви, на такому високому посту проявити себе не зміг і за невдалі дії ще був знижений на посаді. Як заступник командувача брав участь в контрнаступ радянських військ під Сталінградом, в Котельниковській та Ростовській наступальних операціях і в подальших діях на Міус-фронті .
У червні 1943 року був призначений на посаду командира 54-го стрілецького корпусу 51-ї армії, успішно діяв під час Міуської, Донбаської, Мелітопольської операцій, а також при звільненні Дебальцевого, Мелітополя. У лютому 1944 року корпус передали до складу 2-ї гвардійської армії, в якій вона боролася в ході Кримської наступальної операції і відзначилася при звільненні Бахчисарая, Севастополя та інших міст. У липні 1944 року корпус був переведений на 1-й Прибалтійський фронт, де взяв участь у Білоруській наступальній операції. 28 серпня 1944 роеку Трохим Коломієцьсбув направлений госпіталь через хворобу. У жовтні 1944 року його призначили на посаду заступника командувача 2-ю гвардійською армією. З 27 квітня по 5 травня 1945 року тимчасово виконував посаду командира 60-го стрілецького корпусу цієї армії. Брав участь в Східно-Прусській наступальній операції.
Із закінченням війни генерал Трохим Коломієць після розформування армії з серпня 1945 року був в розпорядженні Головного управління кадрів НКО СРСР, в січні 1946 року призначений заступником командувача 57-ї армії Південної групи військ. Пізніше на її базі була сформована 9-та механізована армія, в якій Т. К. Коломієць залишився заступником командувача. У грудні 1948 року генерал-лейтенант Т. К. Коломієць звільнений у відставку через хворобу.
Жив в Волгограді. Автор мемуарів.
Помер Трохим Коломієць 4 квітня 1971 року. Похований на Димитріївському кладовищі Волгограда.
Його ім'ям названа вулиця в Севастополі (1974).

## Військові звання
- Полковник (26.11.1935)
- Комбриг (13.02.1938)
- Генерал-майор (4.06.1940)
- Генерал-лейтенант (15.09.1944)

## Нагороди
- Орден Леніна (21.02.1945);
- Три ордени Червоного Прапора (1920, 1942, 3.11.1944);
- Два ордени Суворова 2-го ступеня (19.04.1944, 19.04.1945);
- Орден Кутузова 2-го ступеня (31.03.1943);
- Орден Богдана Хмельницького 2-го ступеня (12.09.1944)[5]
- Орден Вітчизняної війни 1-го ступеня (17.09.1943);
- Орден Червоної Зірки (22.02.1938);
- Медалі[6].

## Праці
- Коломієць Т. К. На бастіонах — чапаєвці. — Сімферополь: Крим, 1970.